# Vääksy
Vääksy es un pueblo y principal asentamiento del municipio de Asikkala en Finlandia. Está localizado en un istmo entre el lago Päijänne y Vesijärvi, aproximadamente a 20 kilómetros al norte de Lahti. Su historia se remonta hasta 1491, cuando varios molinos se instalaron en el lugar.

## Canal
El canal de Vääksy (Vesijärven kanava) tiene una longitud de 1,3 km y una diferencia de altura cercana a los 3 metros. Es el canal de agua dulce más popular en Finlandia. 
El canal fue construido entre 1869 y 1871, siendo finalizado en 1906.